# Gnophos obscuriorata
Gnophos obscuriorata là một loài bướm đêm trong họ Geometridae.